# Астрономическая улица (Казань)
Астрономическая улица (тат. Астрономия урамы) — улица в историческом центре Казани. Названа так по зданию астрономической обсерватории Казанского университета, около которой проходит.

## География
Улица начинается от Дегтярёвского моста через Булак, пересекает улицы Право-Булачная, Островского, Баумана, Профсоюзная, и заканчивается пересечением с Кремлёвской улицей; далее продолжается как улица Лобачевского.
Ближайшие параллельные улицы: Кави Наджми и Университетская.

## История
Местность, занимаемая улицей, была занята городом (слободами Новой (или Богоявленской) и стрелецкой слободой Третьяка Мёртвого) как минимум с XVI-XVII веков. В современном виде улица сформировалась в конце XVIII века в результате реконструкции города по «регулярному» плану. В конце XVIII века застройка улица была преимущественно деревянной, каменные кварталы находились лишь в конце улицы. К началу второй половины XIX века улица имела в основном каменную застройку.
До революции называлась Поперечно-Воскресенской улицей и административно относилась к 1-й полицейской части.
В 1914 году постановлением Казанской городской думы Поперечно-Воскресенской улица была объединена с забулачной Фуксовской улицей, однако фактически объединение не состоялось.
На плане 1926 года улица указана как Поперечно-Чернышевская.
Современное название было присвоено 2 ноября 1927 года.
После введения районного деления в Казани относилась к Бауманскому району, Бауманскому и Вахитовскому районам, а с 1995 года — к Вахитовскому району.

## Примечательные объекты
- № 3/16 — дом Змиева (2-я половина XIX века)[15].
- № 7 — дом Чарушина[15].
- № 10 — дом Бабкина[15].
- № 12/31 — дом татарской кулинарии (1969 г.)[16].
- № 13/30 — дом Горзина[17].
- № 15 — дом Грахе (арх. Генрих Руш, 1901 г.)[15]. В этом здании находилась известная в дореволюционное время аптека и завод искусственных минеральных вод[18].
- № 15/19 — дом Бахмана (1834 г.)[15]. В этом здании в 1920-е годы находился Народный комиссариат здравоохранения Татарской АССР[19].
- чётная сторона улицы, между улицами Профсоюзной и Кремлёвской — архитектурный ансамбль Казанского университета.
- между домом № 17 и Кремлёвской улицей — здание физического факультета Казанского университета (арх. О. А. Кашинцева, 1973 г.).

### Утраченные
- угол улиц Астрономическая и Профсоюзная — дом Шамиля[20].
- угол улиц Астрономическая и Кремлёвская — здание 1-й полицейской части с пожарной каланчой[21].

## Известные жители
- В разные времена на улице проживали фабрикант Фердинанд Грахе[22], генерал-лейтенант Анатолий Бо[23], купец Василий Соломин[24], лауреат Госпремии СССР Михаил Гаркави[22], профессор, заведующий 2-й Советской больницей[тат.] Михаил Чалусов[22], генерал-майор Платон Романов[22], учёный-инфекционист Александр Мелких[22], гистолог Иван Гиммель[22], патологоанатом Владимир Донсков[22], заместитель наркома земледелия ТАССР Ариф Енбаев[25].

## Транспорт
- Ближайшая станция метро — «Площадь Тукая».

### Комментарии
1. ↑  название на татарском языке — Папиричный Васкрисински урамы[5]